# Filmsemiotik
Die Filmsemiotik, ein Teilgebiet der Filmtheorie, beschäftigt sich mit der Semiotik im Film. 
Jeder Film besteht aus einzelnen Bildern, die zusammengesetzt Sequenzen ergeben. Diese Bilderfolgen vermitteln Gefühle, Ereignisse und andere wichtige Inhalte. Damit diese Inhalte „richtig“ verstanden werden und deutbar sind, existiert in der Bildsprache des Films der Code. Die Filmsemiotik untersucht das Verhältnis des Films zur abgebildeten Wirklichkeit, seine Repräsentationsmechanismen und die Wirkung seiner Bedeutungsebenen.

## Ansätze der Filmsemiotik in den 1960er Jahren
Bereits in den 1920er Jahren wurden von Juri Nikolajewitsch Tynjanow und Sergei Michailowitsch Eisenstein Vergleiche der Wirkungsweise von Filmen zum Zeichen- und Verständigungssystem der Sprache gezogen. Erst in den 1960er Jahren bildeten sich mit den Arbeiten von Jean Mitry, Jan Marie Lambert Peters und Christian Metz grundlegende Positionsansätze heraus. Vor allem für Mitry und Metz ist die Beziehung zwischen Objekt und Darstellung des Objekts wie in der strukturalen Linguistik kulturell konnotiert. Sie stehen damit in der Nachfolge von Ferdinand de Saussure.
Auch Umberto Eco verfolgte, analog zur Betrachtung der Sprache, einen strukturalistisch geprägten Ansatz und versuchte, die kleinste filmsprachliche Einheit, das Einzelbild und seine Bestandteile, als Grundelement eines Zeichensystems zu betrachten. Ergebnisse der Wahrnehmungspsychologie zeigen jedoch, dass die Wirkungsmechanismen des Films nicht denen natürlicher Sprache entsprechen, der Film also ein inhaltsbesetzter Apparat ist, der nach anderen Regeln als sprachlichen funktioniert.
Christian Metz nahm einen ähnlichen Ansatz wie Eco auf, bestritt aber die Bedeutung des Einzelbildes als kleinster Zeicheneinheit, da es als solches nicht für den Zuschauer wahrnehmbar sei. Vielmehr sei die größere Einheit zu betrachten, die Sequenz, die ebenfalls nach sprachlichen Mechanismen funktioniere, da sie segmentierend, isolierend, opponierend und so weiter wirken könne. In Betrachtung verschiedener Strategien der Montage bildete Metz eine Liste von Sequenztypen, die er als „Syntagmen des Films“ bezeichnete.
Pier Paolo Pasolini vertrat einen eher kognitionalen Aspekt der Filmsemiotik und stellte fest, Film sei „eine geschriebene Sprache der Realität“. Die Imitation menschlichen Handelns sei das strukturierende Prinzip des Films.
Die Verständnisentwürfe von Eco, Pasolini und Metz und die weiterer Pioniere der Filmsemiotik wie Jan Marie Peters, Peter Wollen, Jurij M. Lotman und Hartmut Bitomsky, blieben jedoch weitgehend unrezipiert, da strukturelle Schwächen unübersehbar waren: die Einengung auf den Vergleich mit Sprache wurde dem Wirkungsmedium Film nicht gerecht.

## Psychoanalytische Ansätze in den 1970er Jahren
Mitte der 1970er Jahre geriet die unter anderem auf marxistischen Grundlagen basierende Psychoanalytische Filmtheorie, die Deutung einer unbewusst wirkenden Symbolsprache, in den Mittelpunkt der Filmsemiotik. Christian Metz übertrug psychoanalytische Termini, orientiert an Freud und Lacan, auf die Wirkstruktur des Films. Er hebt die Lust des Zuschauers an der Täuschung hervor.

## Seit den 1980er Jahren
Die Filmsemiotik wurde zunehmend nicht mehr als eigenständiges, monolithisches Forschungsgebiet gewertet, sondern im Nachdenken über Film auf Teilaspekte der Entschlüsselung von Filmsprache anhand konkreter Filmtechniken übertragen. So wurden dramaturgische Filmstrukturen wie Point of View, Rückblende oder Parallelmontage, eingebettet in den filmgeschichtlichen Zusammenhang und in die Genrestruktur, auf ihre Deutbarkeit hin untersucht, ebenso isolierte Aspekte wie Licht, Farbe und Ton im Film. Heutige Ansätze sind pragmatischer als die frühen Theorien und erforschen in Einzelfallbetrachtungen die kommunikativen Wechselwirkungen zwischen Film, Filmemacher und Zuschauer.